# Charlemos
Charlemos es un tango de 1940 cuya letra y música pertenecen a Luis Rubistein. El tema es una conversación telefónica en la que sólo se escucha al narrador que ha marcado un número aparentemente equivocado.

## El autor
Luis Rubistein, nombre artístico de  Luis Moisés Rubistein, (Buenos Aires, Argentina, 2 de julio de  1908 – ídem, 10 de agosto de 1954), fue un poeta y periodista dedicado al género del tango, autor de las letras de  Cadenas, Venganza, Noctámbulo, Carnaval de mi barrio, De antaño e  Inspiración, entre otras.

## Estreno y difusión
El tango fue estrenado el 15 de enero de 1941 en el Teatro Astral por la orquesta de Francisco Canaro, lo grabó Carlos Di Sarli, con la voz de Roberto Rufino, el 18 de febrero de 1941, el 11 de marzo hacía lo propio Ignacio Corsini acompañado por las guitarras de Armando Pagés, Enrique Maciel y Rosendo Pesoa y el mismo año lo registró en Cuba Alberto Gómez con la Orquesta Adolfo Guzmán. 
Para Selles la más exitosa de aquellas interpretaciones resultó la de Alberto Gómez, Adet dice que adquirió  popularidad con la versión de Ignacio Corsini en tanto Gobello menciona a las dos grabaciones como impulsoras de su difusión.
Originalmente el número del teléfono al que se llamaba era «¿Retiro sesenta once?» -en esa época se usaba decir la característica telefónica (en el caso, Retiro que era el 31) seguida del número- y el resultado 31-6011  coincidía casualmente con el número telefónico de la estación de ferrocarril de ese nombre. Comenzaron a abundar los llamados de bromistas que cuando la telefonista de la estación atendía decían «Quisiera hablar con Renée». Para solucionarlo Rubistein cambió Retiro por Belgrano. En la versión grabada por Ernesto Famá con la orquesta de Canaro se habla de Retiro y la pregunta no va a dirigida a Renée sino a Esther.

## Análisis de la letra
Manuel Adet señala que la letra no solo narra  en menos de tres minutos una historia de amor, sino que contiene un final sorpresivo que los oyentes recién conocerán con la última frase.
La letra nos trasmite exclusivamente las palabras de un hombre en el teléfono. Dice el número y pregunta por Renée a la persona que atiende que, sabremos unos versos más adelante, cuando se refiera a “ella y él”, es una mujer. Él sabe que la mujer que contestó no es Renée, porque esta no existe, le propone seguir hablando y ella acepta. Se supone que está solo, necesitado de  conversar, pero al decir “charlando soy feliz” también indica que no ha renunciado por completo a la vida. Propone soñar “con la gris tarde que llueve...”, color que en los tangos tiene que ver con la tristeza, la soledad y la melancolía. Si del hombre no se conoce nada aparte de su soledad, de la mujer que atiende del otro lado, tampoco se sabe otra cosa salvo que ha aceptado escucharlo. A esta altura Adet se interroga:

“¿Se trata de una mujer común y corriente? No lo sabemos ¿Es un alma caritativa? Difícil ¿O es acaso una prostituta? Lo que está planteado en la última estrofa es que ella quiere verlo. ‘¿Que dice... tratar de vernos? Sigamos con la ilusión?/ hablemos sin conocernos, corazón a corazón’, responde él. ¿Por qué una mujer que atiende a un desconocido por teléfono, acepta conversar y luego le propone verlo? La hipótesis de la prostituta crece, pero Rubistein nada nos dice porque no es lo que más importa o porque prefiere jugar con la ambigüedad.” 

La última estrofa contiene un interesante y poético juego de palabras: ella le propone “verse”, lo que en el habla coloquial significa “encontrarse” y el poeta dilata el final introduciendo una nota de suspenso: “No puedo... no puedo verla... es doloroso lo sé...” que hace suponer al oyente que algún motivo personal impide la cita; entonces el último verso informa que la imposibilidad de verla no es la de acudir a la cita sino que proviene de su ceguera... “¡Cómo quisiera quererla!/ Soy ciego...perdóneme”. Aquí Adet vuelve a interrogarse:

"Recién en esas tres últimas palabras descubrimos que el personaje es no vidente. ¿Es así? ¿No será acaso una excusa para afrontar la realidad? ¿Por que en lugar de decir, ‘cómo quisiera verla’, ahora dice ‘cómo quisiera quererla’? ¿La ceguera es física o moral?" 

Julio Nudler hace referencia al contexto político, señala que en 1940 los nazis y la propaganda antisemita rechazaban y discriminaban a los judíos, y opina que  Rubistein, hijo de judíos rusos, es probable que ha querido “Soy judío... perdóneme”.

## Otras grabaciones
Algunas de las otras grabaciones de este tango además de las citadas, fueron:
- Enrique Carbel, con la Orquesta Sello Victor (1941)
- Roberto Rufino, con la orquesta dirigida por Armando Cupo (1952)
- Dante Rossi con la orquesta de Domingo Federico (1956)
- Miguel Montero, con la orquesta de Oscar Castagniaro (1968)
- Héctor Carola con la orquesta de Osvaldo Requena (1995)
- Luis Cardei, con Antonio Pisano en bandoneón (1995)
- Walter Romero con el Trío Kvitko-Boero-Cotella (2005)
- Olimpo Cárdenas con guitarras (Medellín)
- Octeto Marabú dirigido por Osvaldo Manzi